# Philippe Gaubert
Philippe Gaubert (ur. 3 lipca 1879 w Cahors, zm. 8 lipca 1941 w Paryżu) – francuski kompozytor, flecista i dyrygent.

## Życiorys
Uczył się gry na flecie u Paula Taffanela, początkowo prywatnie, następnie jako student w Konserwatorium Paryskim, gdzie jego nauczycielami byli także Raoul Pugno i Xavier Leroux (harmonia) oraz Charles Lenepveu (kompozycja). W 1905 roku zdobył II Prix de Rome. Od 1919 roku prowadził klasę fletu w paryskim konserwatorium. W 1904 roku został drugim dyrygentem Orchestre de la Société des concerts du Conservatoire, a w latach 1920–1938 był jej pierwszym dyrygentem. Od 1920 do 1939 roku był też dyrygentem opery paryskiej. Jako dyrygent występował poza granicami Francji, propagując muzykę francuską. 

## Twórczość
Ceniony jako dyrygent i nauczyciel gry na flecie. Jako kompozytor uprawiał różne gatunki muzyczne i z łatwością przyswajał sobie style różnych twórców i epok, chociaż jego własne utwory nie odznaczały się oryginalnością. Opracowywał transkrypcje na flet utworów Couperina, Händla, Glucka, Mozarta i Beethovena. Był autorem pracy Méthode complète de flûte (1923).

## Wybrane kompozycje
(na podstawie materiałów źródłowych)

### Utwory orkiestrowe
- Rhapsodie sur de thèmes populaires (1908)
- Poème pastoral (1910)
- Le Cortège d’Amphitrite (1911)
- suita symfoniczna Fresques (1923)
- Koncert skrzypcowy (1928)
- tryptyk symfoniczny Les chant de la mer (1929)
- Au pays basque (1930)
- Extase (1931)
- Les chant de la terre (1931)
- Poème romanesque na wiolonczelę i orkiestrę (1932)
- 4 obrazy symfoniczne Inscriptions sur les partes de la ville według Henri de Régniera (1934)
- Symfonia F-dur (1936)
- Poème des champs et des villages (1939)

### Utwory kameralne
- suita Sur l’eau na flet i fortepian (1910)
- Sonata skrzypcowa (1917)
- 2 sonaty na flet i fortepian (1925, 1934)

### Pieśni
- Dix poèmes słowa Charles Baudelaire, Paul Fort, Henri de Régnier, Jean Moréas (1934)
- Soleils couchants, słowa Paul Verlaine (1926)

### Utwory sceniczne
- opera liryczna Sonia, libretto Charles Batilliot (1912, wyst. Nantes 1913)
- opera Naila (wyst. Paryż 1927)
- oratorium Josiane (wyst. Paryż 1921)
- balet Philotis, danseuse de Corinthe (1914)
- balet Alexandre le Grand (1937)
- balet Le chevalier et la damoiselle (1941)